# Esteban Solórzano
Esteban Solórzano (1500, Solórzano - antes de 1578, Huesca) fue un pintor y mazonero del siglo XVI que trabajó principalmente en la provincia de Huesca.

## Biografía
Natural de Casa de Solórzano en el valle de Trasmiera en Cantabria, la primera noticia que se tiene de él es en el 23 de junio de 1520, cuando entra al servicio de Damián Forment como mozo aprendiz en el arte de la imaginería con un contrato para cuatro años pero este contrato se canceló el 8 de agosto de 1521 cuando intentó violar a una de las hijas de su maestro.

## Después su expulsión del taller
Pintó el retablo de la parroquia de San Gil Abad de Ortilla en el 1537 por mediación del canónigo Martín de Santángel y en 1559 realizó el altar de la ermita de San Jorge junto con Francisco Servantes, así como distintas tablas en la capital altoaragonesa, como es el caso de la tabla de Santa Catalina, que se encontraba en la iglesia de la Madalena en Huesca y que fue recuperada por el mal estado de la misma.
Tras su expulsión del taller de Forment, encontró acogida en la casa del pintor Pau Reg, discípulo de Juan de la Abadía el Viejo y de quien terminó de aprender el oficio de la pintura sobre tabla y la policromía de escultura al igual que la entrada al mercado artístico de la ciudad, algo que asentó casándose con su hija Catalina el 21 de julio de 1525, aunque posteriormente se casó por segunda vez con María Cortés.